# Port Vila
Port Vila a csendes-óceáni Vanuatui Köztársaság fővárosa, az Efate-sziget déli részén, a Melane-öbölben fekszik.

## Éghajlata
Éghajlata trópusi, a hőmérséklet egész éven át 22–27 °C között mozog. A meleg, párás levegő miatt sok csapadék hull, évi 2100 mm. Különösen a délkeleti passzátszéllel szembeforduló lejtőket öntözik heves záporok, melyek a déli félteke nyarán, december és március közt a leggyakoribbak. Ilyenkor pusztító szélvészek, trópusi ciklonok is át-átvonulnak a szigeten. A májustól októberig tartó szárazabb időszakban a légáramlatok is hűvösebbek, a fülledt hőség kellemes meleggé enyhül.
| Hónap                                                    | Jan. | Feb. | Már. | Ápr. | Máj. | Jún. | Júl. | Aug. | Szep. | Okt. | Nov. | Dec. | Év   |
| -------------------------------------------------------- | ---- | ---- | ---- | ---- | ---- | ---- | ---- | ---- | ----- | ---- | ---- | ---- | ---- |
| Rekord max. hőmérséklet (°C)                             | 32,0 | 32,0 | 34,0 | 31,0 | 29,0 | 30,0 | 30,0 | 29,0 | 29,0  | 29,0 | 30,0 | 31,0 | 34,0 |
| Átlagos max. hőmérséklet (°C)                            | 28,0 | 29,0 | 29,0 | 27,0 | 26,0 | 25,0 | 24,0 | 24,0 | 24,0  | 26,0 | 27,0 | 28,0 | 26,4 |
| Átlagos min. hőmérséklet (°C)                            | 23,0 | 23,0 | 23,0 | 22,0 | 21,0 | 19,0 | 19,0 | 18,0 | 19,0  | 20,0 | 21,0 | 22,0 | 20,8 |
| Rekord min. hőmérséklet (°C)                             | 19,0 | 19,0 | 18,0 | 16,0 | 15,0 | 14,0 | 14,0 | 12,0 | 13,0  | 13,0 | 16,0 | 17,0 | 12,0 |
| Átl. csapadékmennyiség (mm)                              | 257  | 272  | 282  | 338  | 244  | 127  | 158  | 125  | 99    | 137  | 165  | 201  | 2405 |
| Forrás: http://www.bbc.co.uk/weather/2135171 BBC Weather |      |      |      |      |      |      |      |      |       |      |      |      |      |

## Lakosság
A város lakosainak száma a '90-es évek küszöbén 20 000-re tehető, a többségben levő sötét bőrű melanézeken kívül sok európai, kínai és vietnámi is letelepedett a fővárosban.
A város szíve a kikötő, ahol a sziget ültetvényeinek termékeit, a koprát(a kókuszdió szárított húsa), a kávét és a kakaót rakják hajókra.
Az államigazgatás épületeinek szomszédságában egyre több modern bank és vállalati székház emelkedik. A pénzügyi és kereskedelmi élet fellendülése a rendkívüli adókedvezménynek köszönhető.

## Látnivalók
A kikötő közelében érdemes megtekinteni a Michoutouchkine-galériát, és a kulturális központot, amely a melanéz népi művészet emlékeit, a kagylóból készült változatos ékszereket, a gazdagon díszített-faragott maszkokat tárja a látogatók elé. A piac forgatagában a hely emléktárgyakon kívül a déli gyümölcsök és zöldségfélék dús választéka is érdekes látnivalót kínál. A pálmafák árnyékában megbúvó faházak a városközponttól egyre távolabb húzódnak.

## Közlekedés
Port Vilától 6 km-re északra fekszik a Bauerfield repülőtér, melynek élénk személyforgalma a külvilággal a legfőbb kapcsolatot jelenti a főváros számára.